# Sant'Elia Fiumerapido
Sant'Elia Fiumerapido és un comune (municipi) de la província de Frosinone, a la regió italiana del Laci, situat a la Vall Llatina.
A 1 de gener de 2019 tenia 6.002 habitants.